# Palmhurst
Palmhurst est une ville des États-Unis située dans le comté de Hidalgo au Texas. En 2010, sa population était de 2 607 habitants. 